# Imre Bárány
Imre Bárány (Mátyásföld, Budapeste, 7 de dezembro de 1947) é um matemático húngaro, que trabalha com combinatória e geometria discreta. É professor do Instituto de matemática Alfréd Rényi da Academia de Ciências da Hungria, e trabalhou em tempo parcial na University College London.

## Resultados notáveis
- Apresentou uma prova alternativa surpreendentemente simples do teorema de László Lovász sobre o grafo de Kneser.[1]
- Obteve uma nova prova do teorema de Borsuk-Ulam.[1]
- Apresentou uma versão colorida do teorema de Carathéodory.[1]
- Resolveu um antigo problema de James Joseph Sylvester[2] sobre a probabilidade de conjuntos de pontos aleatórios em posições convexas.[3]
- Com Van H. Vu provou um teorema central do limite de pontos aleatórios em corpos convexos.[1]
- Com Zoltán Füredi desenvolveu um algoritmo para poquer mental.[1]
- Com Zoltán Füredi provou que nenhum algoritmo em tempo polinomial determinístico determina o volume de corpos convexos em dimensão d dentro de um erro multiplicativo dd.
- Com Zoltán Füredi e János Pach provou a seguinte conjectura dos seis círculos de László Fejes Tóth: se em um empacotamento de círculos planos cada círculo é tangente a no mínimo 6 outros círculos, então ou o mesmo é um sistema hexagonal com raios idênticos ou existem círculos com raios arbitrariamente pequenos.

## Carreira
Bárány recebeu o Prêmio Matemático (atual Prêmio Paul Erdős) de 1985 da Academia de Ciências da Hungria. Foi palestrante convidado do Congresso Internacional de Matemáticos em Pequim (2002). Foi eleito membro correspondente da Academia de Ciências da Hungria em 2010. Em 2012 foi eleito fellow da American Mathematical Society.
É membro do corpo editorial dos periódicos Combinatorica, Mathematika, e do Online Journal of Analytic Combinatorics".